# 戀愛暴君 (三星眼鏡的漫畫)
《戀愛暴君》（日语：恋愛暴君）是由三星眼鏡創作的日本網路漫畫作品。2012年5月在《COMIC Meteor》（G-mode→Aplix）發表單篇作品後，於同年7月開始連載。
電視動畫在2017年4月6日由東京電視台、AT-X等電視台播放。

## 故事簡介
死神模樣的少女古莉出現在男高中生青司的身邊，古莉實際上是天使，並持有「寫上名字的人必定會接吻」的「親吻筆記本」，但是筆記本帶有「如果不在24小時內接吻，寫上的人就會死，被寫上的人將終生是處男」的副作用。隔天，青司在學校遇見自己憧憬的美少女茜，而茜其實喜歡青司到不行，且因為誤會古莉是「青司的女朋友」而向他們發動攻擊，結果茜在陰錯陽差之下與青司接吻。接著古莉便以「兩人在剎那間心靈相通」為由，在親吻筆記上寫下茜的名字。茜在得知「被寫在親吻筆記上的人一旦接吻就必定會結婚，並且永永遠遠結合在一起」後欣喜若狂，然而古莉卻以「我也對青司有興趣」為由，悄悄在筆記本上寫下自己的名字……。

## 登場人物

### 主要角色
古莉（格麗）（聲：青山吉能）
本作的主人公。一半天使一半惡魔血統的少女。由於喜歡Cosplay且不喜歡天使的模樣，平常以死神的裝扮登場。有天然呆和貪吃的個性，十分的為所欲為，做事完全不計後果。
雖然職責是愛神邱比特，但沒有戀愛的經驗，對「男女之愛」也一概不知。非常的喜歡BL，在故事開始前所湊成的情侶全都是男同志。被設定為「普通人無法看見」（御都合主義），但這個設定從沒發揮過作用，所以把所有懷疑自己身分的人都洗腦了。
神大人和前任魔王候補的女兒，同時也是下任的神。持有神的加護，因此是不死身。由於一時之興，在筆記簿上寫上了自己的名字，因此，在筆記簿上與自己有關的人會變成不死之身。
最後和緋山茜與黃蝶崎柚一同成為青司的妻子。
藍野青司（聲：小野賢章、吉岡茉祐（小孩））
普通的男子高中生。憧憬著茜。自從古莉出現後便開始過著被眾多的女孩子折騰的日子。被選中的原因是「想看知名男聲優BL」的古莉在筆記本上寫下了聲優的名字，但寫錯了一個字，以至於青司被扯進了古莉製造出的意外中。
由於古莉在筆記上寫了自己的名字，與古莉變成情侶，連帶自己變成了不死之身。
在異世界成為過村民。
最後決定和古莉、緋山茜和黃蝶崎柚結婚。
緋山茜（聲：沼倉愛美）
校園的偶像，巨乳，也是青司憧憬的美少女。擅長許多事情，比如料理、運動等，興趣為青司。表面是溫文儒雅的女孩子，實際上是溺愛著青司的病嬌，並且在衣服裡藏著無數的廓爾喀刀，十分討厭古莉並稱之為「小猴子」（チビザル）。家族的代號是矛。
由於古莉在筆記上寫了自己的名字，與古莉變成情侶，連帶自己變成了不死之身。
在異世界成為過拿著木劍的魔法師。
最後和古莉與黃蝶崎柚一同成為青司的妻子。
黃蝶崎柚（聲：長野佑紀）
茜同父異母的妹妹，是喜歡姐姐的百合少女。有跟蹤茜的惡習。由於古莉在筆記上寫了自己的名字，與古莉變成情侶，連帶自己變成不死之身，擁有防禦壁的神祕力量。家族的代號是盾。
個性其實非常的軟弱愛哭，身體能力極差，常常摔倒然後被青司接住。由於本身是百合，所以並不排斥同性戀，在古莉影響下，對BL也產生了興趣。本對青司感到極度反感，卻因為青司那對誰都能十分溫柔的個性下，暖化了他而愛上了青司，但表現上卻十分傲嬌。
在異世界成為過拿著十字飛鏢型盾牌的坦職。
最後和古莉與緋山茜一同成為青司的妻子。
白峰樒（聲：原由實）
茜、柚的表姊妹。身材也不輸茜。對茜有異常且變態的執著，經常有想向茜挑戰的想法，擅長變裝術、不明黏絲網，武器為圓頭釘錐，興趣為奪人所愛、拷問。喜歡吃棒棒糖（手指型），穿著大膽暴露的衣服。因為小時後的教育關係，以至於如今的個性扭曲。
也因如此的性格被古莉媽媽推薦成為魔王候選人，受古莉約定影響後放棄，並說明想“死後”再當。但在和古莉的“約定”實現後，被加入戀愛筆記本之上，因此獲得不死之身，但最後卻未有與青司變成情侶。
在異世界成為過盜賊。

### 老師與學生
椎名茉莉（聲：大坪由佳）
青司與茜的班長。行事認真耿直。暗戀並經常為化學老師楠梛斗操心。平時與茜一樣溫柔和善，但其實個性有點像小惡魔。
楠梛斗（聲：立花慎之介）
學校的化學老師。有寫詩的習慣。個性少根筋、懦弱，暗戀著椎名茉莉。
可可
來自古莉母親所創造的世界中的公主。可是明明是公主，卻夢想著成為異世界的霸王。
卡莉緹亞
來自古莉母親所創造的世界，是可可公主的護衛。
幾山（聲：小林龍之）
青司從小到大的朋友。非常忌妒青司擁有的女人緣。
中島（聲：德武龍也）
青司從小到大的朋友。非常忌妒青司擁有的女人緣。
凱特（Kate，聲：峰健一）
代替柚子在他所就讀的貴族學校上課的影武者。身形高大、滿臉鬍渣，卻沒有人能認出來是柚子的頂替者。

### 天界與地獄
可拉利（聲：檜山修之）
古莉在天界的上司。在下界時借用藍野家養的貓的身體行動，但因此會變成人面貓，對惡魔哈帕斯十分的警戒。除了附身在貓身上的姿態之外，還擁有通常與隱藏兩種姿態，而見過隱藏姿態的人都會瞬間斃命（嚇死）。
天亞薇（聲：喜多村英梨）
古莉在天界的邱比特前輩，目前已辭職，專任家庭主婦。
神大人（聲：大塚芳忠）
古莉的父親，現任的神。愛人所愛，但特別溺愛自己的女兒，居住在一個日式的房間（神之間）裡。
魔王（聲：子安武人）
來自地獄的魔王。行事一表正經，看上古莉成為惡魔的特質，因此企圖將她拉攏成為惡魔，並作為魔王的繼承者。喜歡古莉的媽媽瑪蓓蘿，在古莉墮天之後期望她成為魔王，從她身上看見瑪蓓蘿的身影，但被拒絕，目前尋找魔王候補人，但因找不到而暫時放棄。
哈帕斯（ハルファス，Halpas）
魔王手下頭號部下。為人十分陰險，在工作上專挑天使湊對的情人進行破壞，對額外的工作內容會主動要求加班費，被可拉利強烈警戒著。

### 角色的家屬
藍野阿克婭（聲：高橋李依）
青司的妹妹，空手道黑帶。隱性兄控，對青司表現的十分傲嬌，因為小時候的陰影而十分害怕斯托剌。
同時也很害怕人面貓樣子的可拉利，但喜歡可拉利原來的樣子，覺得很漂亮。在最終擊敗斯托剌之後，也習慣了可拉利人面貓的樣子。
緋山蘇芳（聲：大原沙耶香）
茜的母親，緋山家現任當主，傳統日本女性。平時穿著典雅的和服。外表冷酷且面無表情。個性內向、異常冷靜，看不出其兇殘的一面，慣用武器為打刀。
黃蝶崎亞美紗（聲：佐藤利奈）
柚的母親，外表華麗且重視打扮。個性外向、大剌剌、易怒，女王屬性。非常溺愛自己的女兒。
瑪蓓蘿（聲：田村由香里）
古莉的母親，是一名惡魔。據說是因為受不了神大人花心而離婚出走，另一方面卻仍然心繫神大人。個性與古莉相似，十分隨心所欲，經常把麻煩帶給身邊的人。此外與古莉一樣喜歡角色扮演。
離開天界後找了世界各地的神靈進行修練，掌握了創造新世界的能力。多年前帶走了身為作家的萱草(茜與柚的父親)，借用對方的想像力創造出RPG風格的新世界，作為送給女兒的禮物。
萱草
茜與柚的父親，蘇芳與亞美紗的丈夫，失蹤多年，下落不明，據兩人的母親所說，是與不知名的女人私奔了。實情是被瑪蓓蘿給帶走，被對方借用其想像力作為構築新世界之用，但因兩邊世界時間流速不同，所以兩個月的隱居創作，在另一邊已經過了好幾年。
職業是作家，為了能讓女兒們開心，所以想創作一個有趣的物語。
鶴岡太郎（聲：內匠靖明）
柚的部下，十分害怕柚的母親。

### 非人生物
豹子
茜在追殺柚時，意外從運載的車放出來的豹，喜歡古莉跟茜，曾被古莉從動物園帶出來，另外並未在動畫中提及或出現過。
布魯
青司家飼養的貓，個性很兇、怕生，最討厭去動物醫院，很喜歡黏著茜，被可拉利當成是在人間時的宿主。
斯托剌（斯特拉斯）（Stolas，聲：堀內賢雄）
危險且兇殘的企鵝，被當地居民稱為「惡魔斯托剌」而被懼怕著。迷戀著阿克婭，擁有驚人的戰鬥力，而且每次被打敗都會變得更加兇暴回來。需要出動一支機動部隊才可能壓制牠。
被一個仇恨耶誕節的博士改造成了殺戮機器【機械斯托剌】，與可拉利進行了一場激烈的戰鬥，最後執念被淨化，變成了一隻普通的企鵝，與水族館裡的一隻雄企鵝變成情侶，「惡魔斯托剌」的傳說也宣告結束?
照葉
京都山神之中的一柱，是由狐狸變成的神明，由於崇拜青司被眾多女性包圍的樣子，所以拜其為師。因為双親早亡，孤獨缺愛，總是任性妄為的偷東西、惡作劇，且不論性別的向各路神仙和人類求愛。
被青司教導想被人所愛必須先為他人所想之後向京都眾山神道歉，得到了祂們的原諒。由於長相與個性都很男孩子氣，起初被誤會是男孩子，但實際上是女孩子。
馬龍
可可的寵物，平時被放在球裡。是額頭上長有眼睛，有著六隻腳的巨大生物，因為被可可在冬眠期間放了出來，所以在學校裡四處暴動。最後被卡莉緹亞用軟呼呼草（類似）給制伏了。
真身是外表類似普通貓咪的生物，只要不受到驚嚇，基本不會巨大化。

## 用語

### 道具
KiSS NOTE（接吻筆記）
邱比特的工作道具之一，一本黑色的筆記本。在筆記本上所配對的情侶，在24小時內一定會接吻並結為連理，但寫上名字卻沒有進行配對的話，持有筆記的天使會於24小時後死亡，而被寫於筆記上的人則會孤老終生。筆記只有天使可以使用。
Love Phone（愛瘋）
邱比特的工作道具之一，天使用的智能手機。除了原本的配對功能外，另外還有許多功能。一樣只有天使可以使用。
無憂無慮的鯊魚皮
古莉所持有的洗腦道具，能讓被影響的人對劇情發展強行得到一個合理的解釋。
無憂無慮的鯊魚皮第一代
瑪蓓蘿所持有的洗腦道具，能讓被影響的人對劇情發展強行得到一個合理的解釋，與古莉的最新代相比，體積大上數倍，且可進行多人的範圍洗腦。
神之小電視
擺在神明房間裡的電視，可以看到人間的情況，也能保留錄像。魔王也有類似的東西。
軟呼呼草
異世界的植物，在主角他們所在的學校中有類似的植物。

### 世界與地點
葉柴高等學校
主角眾人所就讀的學校。
天界
天使居住的世界，是一個滿是雲彩、又閃亮又輕飄飄的空間，據可拉利所說，裡面充滿著異次元夾縫，一不小心就可能掉到異世界裡。
地獄
惡魔居住的世界，原本是一個毫無制度的世界，在現任魔王上任之後，訂定出許多規定守則，因此愈來愈像現世的商業區。就某種角度來說的確是個地獄。
古莉（格麗）的房間
古莉所創造的異次元空間，裡面堆滿自己珍藏的BL漫畫及週刊，與青司房間書桌的第一層抽屜相連。
異世界
由古莉的母親瑪蓓蘿所創造出的RPG風格的世界，與青司房間書桌的第二層抽屜相連。
可可和卡莉緹亞的房間
古莉所創造的異次元空間，能上鎖也有隔音措施，放著兩人從異世界帶來的物品，與青司房間書桌的第三層抽屜相連。

## 出版書籍
- 三星眼鏡《戀愛暴君》漫畫

| 冊數 | HOLP出版       | HOLP出版               | 青文出版社     | 青文出版社             |
| 冊數 | 發售日期       | ISBN                   | 發售日期       | ISBN                   |
| ---- | -------------- | ---------------------- | -------------- | ---------------------- |
| 1    | 2013年3月12日  | ISBN 978-4-59-385725-8 | 2019年3月7日   | ISBN 978-986-356-824-7 |
| 2    | 2013年4月12日  | ISBN 978-4-59-385728-9 | 2019年5月20日  | ISBN 978-986-356-913-8 |
| 3    | 2013年8月12日  | ISBN 978-4-59-385748-7 | 2019年7月22日  | ISBN 978-986-356-959-6 |
| 4    | 2014年1月11日  | ISBN 978-4-59-385766-1 | 2019年8月12日  | ISBN 978-986-356-986-2 |
| 5    | 2014年6月12日  | ISBN 978-4-59-385782-1 | 2019年11月21日 | ISBN 978-986-512-143-3 |
| 6    | 2014年11月12日 | ISBN 978-4-59-385792-0 |                |                        |
| 7    | 2015年5月12日  | ISBN 978-4-59-385804-0 |                |                        |
| 8    | 2015年12月10日 | ISBN 978-4-59-385821-7 |                |                        |
| 9    | 2016年8月12日  | ISBN 978-4-59-385839-2 |                |                        |
| 10   | 2016年12月12日 | ISBN 978-4-59-385849-1 |                |                        |
| 11   | 2017年4月11日  | ISBN 978-4-59-385858-3 |                |                        |
| 11.5 | 2017年5月11日  | ISBN 978-4-59-385859-0 |                |                        |
| 12   | 2017年12月12日 | ISBN 978-4-59-385874-3 |                |                        |
| 13   | 2018年5月10日  | ISBN 978-4-86-675011-8 |                |                        |
| 14   | 2019年1月9日   | ISBN 978-4-86-675044-6 |                |                        |

## 電視動畫
2016年8月宣佈電視動畫將在2017年播放，同年12月確定播放時間為4月。

### 製作人員
- 原作：三星眼鏡
- 導演：濁川敦
- 劇本統籌：高橋奈津子
- 人物設定：伊藤真理子
- 總作畫監督：谷津美彌子、北村淳一
- 美術設定：小山真由子、松本浩樹
- 美術監督：松本浩樹、菊地明子
- 色彩設計：いわみみか。（日语：いわみみか。）
- 音樂：MONACA（日语：MONACA）
- 音樂製作：DIVE II entertainment（日语：DIVE II entertainment）
- 音效指導：本山哲（日语：本山哲 (音響監督)）
- 音效製作：HALF H·P STUDIO
- 編輯：近藤勇二
- 攝影指導：岩崎敦
- 攝影：T2studio
- 動畫製作：EMT Squared

### 主題曲
片頭曲
作詞：畑亞貴，作曲、編曲：田中秀和，主唱：Wake Up, Girls!
片尾曲
作詞、作曲、編曲：Yuuyu，主唱：smileY inc.

### 各話列表
| 話數   | 日文標題 | 中文標題                            | 劇本       | 分鏡            | 演出            | 作畫監督                                                                     | 片尾插畫   |
| ------ | -------- | ----------------------------------- | ---------- | --------------- | --------------- | ---------------------------------------------------------------------------- | ---------- |
| 第1話  |          | 我也參戰！×禁斷的愛是嗎！！         | 高橋奈津子 | 大嶋博之        | 曾根利幸        | 土生良介、佐藤綾子 北村淳一、白川茉莉                                        | TOBI       |
| 第2話  |          | 聞聞嗅嗅×能傷害青司君的人････只有我 | 高橋奈津子 | 北村淳一        | 北村淳一        | 北村淳一、Lee Duk Ho Ha Yeun Jung、Kim                                       | 慎本真     |
| 第3話  |          | 我可以自己搞定！×你好               | 高橋奈津子 | 渡邊哲哉        | 熨斗谷充孝      | 德川惠梨                                                                     | 冰川翔     |
| 第4話  |          | 絕對不會輸！×你是我的同好嗎？       | 池田臨太郎 | 大嶋博之        | 古賀一臣        | 白川茉莉、鈴木彩乃 島田英明、時矢義則                                        | U-temo     |
| 第5話  |          | 愛是什麼×神下跪中ww                 | 池田臨太郎 | 北村淳一        | 徐惠真          | 本田辰雄、飯田清貴                                                           | 宮場彌二郎 |
| 第6話  |          | 一起去海邊吧？×問題不在於懂不懂     | 青島崇     | 大嶋博之        | 曾根利幸        | Kim Bong Duk、Lee Sang Hoon Ha Yeun Jung、北村淳一                           | 矢上裕     |
| 第7話  |          | 是廟會啊×為什麼會這樣！！           | 高橋奈津子 | 木宮茂          | 木宮茂          | 德川惠梨、服部益實 Lee Deok Ho                                               |            |
| 第8話  |          | 再見×是情敵吧！！                   | 高橋奈津子 | 八谷賢一        | 鈴木孝聰        | 白川茉莉、北村淳一 、服部健知 川上遙、櫻井拓郎 土生良介                      |            |
| 第9話  |          | 完全…不明白…×我好像不太對勁…        | 池田臨太郎 | 泉保良輔        | 熨斗谷充孝      | 德川惠梨、那須野文                                                           | 伊藤真理子 |
| 第10話 |          | 我來過夜了×我…也會成長啊            | 青島崇     | 相浦和也        | 相浦和也        | 北村淳一、白川茉莉 服部健知、Ryu Joong Hyeon Lee Sang Hoon、Kim Bong Jun     |            |
| 第11話 |          | 她去哪裡了×一直以來承蒙關照了       | 池田臨太郎 | 島津裕行        | 鈴木恭兵        | 飯田清貴、鈴木光 福田瑞穗、白川茉莉                                          |            |
| 第12話 |          | 一起去死吧！×我終於明白了           | 高橋奈津子 | 荒川真嗣 濁川敦 | 曾根利幸 濁川敦 | 北村淳一、飯飼一幸 增田敏彥、石田啟一 服部憲知、 白川茉莉、那須野文 畠山佳苗 | 三星眼鏡   |

### BD＆DVD
| 卷數 | 發行日期       | 收錄話數       | 規格編號   | 規格編號   | 封面人物   |
| 卷數 | 發行日期       | 收錄話數       | BD         | DVD        | 封面人物   |
| ---- | -------------- | -------------- | ---------- | ---------- | ---------- |
| 1    | 2017年6月30日  | 第1話、第2話   | EYXA-11445 | EYBA-11439 | 古莉       |
| 2    | 2017年7月28日  | 第3話、第4話   | EYXA-11446 | EYBA-11440 | 緋山茜     |
| 3    | 2017年8月25日  | 第5話、第6話   | EYXA-11447 | EYBA-11441 | 黃蝶崎柚   |
| 4    | 2017年9月29日  | 第7話、第8話   | EYXA-11448 | EYBA-11442 | 白峰樒     |
| 5    | 2017年10月27日 | 第9話、第10話  | EYXA-11449 | EYBA-11443 | 藍野阿克婭 |
| 6    | 2017年11月24日 | 第11話、第12話 | EYXA-11450 | EYBA-11444 | 格麗       |

## 廣播劇
戀愛暴君暴走族廣播，廣播電台HiBiKi Radio Station在2017年3月27日正式放送，固定於每周一日本時間21:30放送。

## 外部連結
- 《戀愛暴君》在COMIC Meteor上的連載 （日語）
- 《戀愛暴君》官方的X（前Twitter） （日語）
- 電視動畫《戀愛暴君》動畫公式官網 （页面存档备份，存于） （日語）
- 電視動畫《戀愛暴君》官方的X（前Twitter） （日語）
- 電視動畫《戀愛暴君》東京電視台官網 （页面存档备份，存于） （日語）
- 電視動畫《戀愛暴君》AT-X電視台介紹專頁 （页面存档备份，存于） （日語）
- 電視動畫《戀愛暴君》BS JAPAN電視台介紹專頁 （页面存档备份，存于） （日語）
- 電視動畫《戀愛暴君》巴哈姆特動畫瘋正版直播專區 （页面存档备份，存于） （繁體中文）